# Стадіон АРЗ
Стадіон Авіаремонтного заводу (АРЗ, «Спартак-АРЗ») — багатофункціональний стадіон у місті Кропивницький.

## Історія
Стадіон «Спартак» у Кропивницькому побудували в XX столітті, спочатку він належав Кіровоградському авіаремонтному заводу. Стадіон відомий тим, що 23 березня 1996 року на ньому зіграла свій домашній матч футбольна команда «Зірка» (Кіровоград) (проти тернопільської «Ниви»). Матч 20-го туру Вищої ліги України відвідало 6,5 тисяч уболівальників. На початку XXI століття стадіон змінив назву на АРЗ.